# صوغ (لغة)
صَوغُ الألفاظ أو وَضعُها هو تكوين ألفاظ جديدة لتشكيل الكلام:
- الاشتقاق والتركيب
- توليد الألفاظ والمعاني
- اختصار الكلام وإيجازه
- الاقتراض
- المحاكاة الصوتية
- الصوغ الخلفي

## التكوين الصَرْفِيّ
الطريقة الشائعة لتكوين الكلمات هي إضافة الزوائد التصريفية أو الاشتقاقية.
الاشتقاق
وتشمل الأمثلة ما يلي:
- الكلمات: governor وgovernment وgovernable ،misgovern وex-governor وungovernable كلها مشتقة من الكلمة الأساسية (govern) [1]

التَصْرِيف
التَصْرِيف هو تعديل الكلمة بغرض وضعها في البنية النحوية للجملة.  على سبيل المثال:
- كلمة manages و managed مشتقة من الكلمة الأساسية (to manage) [3]
- كلمة "worked" مشتقة من الفعل "work"
- تُصرف الكلمات talk و spoke و talk من الاساس (to talk) [1]